# Монгольский язык
Монго́льский язы́к (самоназвание — монгол хэл [mɔŋɢɔ̆ɮ xeɮ]) — язык монголов, государственный язык Монголии. В настоящее время записывается с помощью кириллицы; ранее использовалось старомонгольское письмо.
Термин может употребляться шире: для обозначения монгольского языка Монголии и Внутренней Монголии в Китае, для обозначения всех языков монгольской языковой семьи, а также в историческом контексте для таких языков, как древний общемонгольский и старописьменный монгольский языки.
По своему строю это агглютинативный язык с гармонией гласных. 

## Монгольский язык в узком смысле
Язык монголов — основного населения Монголии, а также Внутренней Монголии и в Российской Федерации. По основному диалекту часто называется халха-монгольским или просто халхаским.
Халха-монгольский диалект (или язык) имеет литературную норму и статус государственного языка в Монголии; он входит в центральную группу диалектов монгольского языка. Наряду с ней выделяются также восточная и западная группа. Различия между диалектами носят, в основном, фонетический характер.
Как национальный язык Монголии начал складываться после Монгольской народной революции (1921) на основе халхаского диалекта. С 1943 года имеет письменность на основе кириллицы.

## Распространение языка
Монгольский язык является национальным языком Монголии, в которой на этом языке говорит более двух миллионов людей. Кроме того, в Китае насчитывается около трёх миллионов человек, которые говорят на монгольском языке и проживают в основном во Внутренней Монголии.

## Классификация
Халха-монгольский язык относится к алтайской языковой семье, которая также включает тунгусо-маньчжурские и тюркские языки. Монгольский язык принадлежит к монгольской ветви. Язык входит в северомонгольскую группу и центральномонгольскую подгруппу.

## Группа монгольских языков

### Описание
Халха-монгольский язык, вместе с языком монгольской письменности, входит в монгольскую семью языков. Эта семья делится на следующие группы:
- северно-монгольские языки: бурятский, калмыцкий, ордосский, хамниганский, ойратский;
- южно-монгольские языки: даурский, шира-югурский, дунсянский, баоаньский, язык ту (монгорский);
- особняком стоит могольский в Афганистане.

По своему строю это — агглютинативные языки с элементами флективности. Для большинства (кроме калмыцкого и бурятского) характерным является безличное спряжение. В области морфологии они характеризуются, кроме того, отсутствием резкой грани между словоизменением и словообразованием: так, например, разные падежные формы одного и того же слова часто функционируют лексически как новые слова и допускают вторичное склонение, основой которого является не первичная основа, а падежная форма. Роль притяжательных местоимений играют особые суффиксы: личные и безличные. Наличие предикативных суффиксов создаёт впечатление, будто имена могут спрягаться. Части речи слабо дифференцированны. Различают следующие части речи: имя, глагол и неизменяемые частицы. Существительное и прилагательное в большинстве живых языков и языке письменности не дифференцированны морфологически и различаются лишь в плане синтаксиса.
В области синтаксиса характерным является положение определения перед определяемым, сказуемого обычно в конце предложений и отсутствие согласования в падеже определения и определяемого, а также разных членов предложения.
Различия между языком монголов Монгольской Республики и языком монголов Внутренней Монголии затрагивают фонетику, а также такие весьма вариативные в пределах монгольской семьи морфологические параметры, как набор деепричастных форм и наличие/отсутствие некоторых периферийных падежных форм. Такого же типа различия имеются между диалектами внутри как монгольского языка Монгольской Республики, так и внутри языка монголов Внутренней Монголии. В действительности это один язык, разделённый государственной границей, причём многие говоры представлены по обе её стороны. К этому относится обобщающий термин «современный монгольский язык»; всего на нём говорит свыше 5 млн (по другим оценкам — до 6 млн) человек, то есть более 3/4 всего монголоязычного населения. Около 6 тыс. монголов живут на Тайване; 3 тыс., по переписи 1989, жило в СССР. Разделённость имеет следствия, в основном, внешнелингвистического характера: в Монгольской Республике и во Внутренней Монголии различны литературные нормы (в последнем случае норма основана на чахарском диалекте); кроме того, диалекты Внутренней Монголии испытали на себе ощутимое влияние китайского языка (в области лексики и интонации).

### Статус
Статус некоторых языков монгольской группы оспаривается. Некоторые учёные считают их диалектами монгольского языка. До сих пор проблема языковой систематики вызывают споры среди лингвистов. Хотя фонология и лексика исследованы сравнительно хорошо, основа для сравнительной морфологии ещё не заложена. К примеру мало исследованы морфологические различия между халха- и хорчин-монгольскими.
Статус халха-монгольского как диалекта монгольского языка не оспаривается. Однако статус таких языков, как ойратский (и, в частности, калмыцкий) и бурятский языки, на которых говорят в России, а также ордосский, на котором говорят в городском округе Ордос (Внутренняя Монголия, Китай), оспаривается некоторыми специалистами.

## Исторические монгольские языки
При ещё более широкой трактовке, понятие «монгольский язык» расширяется не только географически, но и исторически, и тогда в него включается общемонгольский язык, существовавший примерно до XII века, а также старописьменный монгольский язык — общий литературный язык всех монгольских племён с XIII по XVII век. Диалектная основа последнего неясна; фактически он всегда был наддиалектной формой сугубо письменной коммуникации, чему способствовала не слишком точно передававшая фонетический облик слов письменность (в основе своей уйгурская), нивелировавшая междиалектные различия. Возможно, этот язык сформировался у какого-то из монгольских племён, уничтоженных либо полностью ассимилированных при возникновении империи Чингисхана (предположительно, найманов, кереитов или киданей). Принято считать, что старописьменный монгольский язык отражает более древний этап развития монгольских языков, чем любой из известных монгольских диалектов; этим объясняется его роль в сравнительно-историческом изучении монгольских языков.
В истории письменного языка выделяют древний (XIII—XV века), предклассический (XV—XVII вв.) и классический (XVII — начало XX века) этапы. Часто встречающиеся термины «древнемонгольский язык» и «среднемонгольский язык» применяются для обозначения общего, хотя и диалектно раздроблённого языка монгольских племён до XIII века и в XIII—XV вв. соответственно. До 1380 года монгольский язык был официальным языком Золотой Орды.
С XVII века в связи с созданием Зая-Пандитой так называемого «ясного письма» (тодо-бичиг), приспособленного к особенностям ойратских диалектов, и формированием ойратского литературного языка, классический старописьменный монгольский язык стал употребляться, в основном, в восточной части монгольского ареала — в Халхе (внешняя Монголия) и Внутренней Монголии; у бурят в Российской империи постепенно сформировался особый бурятский извод старописьменного монгольского языка.
Во Внутренней Монголии старописьменный язык используется и поныне. В Бурятии была введена письменность сначала на латинской (в 1931), а потом на кириллической (в 1939) основе; в МНР кириллический алфавит был введён с 1945; там сложились новые литературные языки. В посткоммунистической Монголии, а отчасти и в Бурятии интерес к старописьменному языку возрождается; активно ведётся его преподавание.
Язык памятников так называемой «квадратной письменности» XIII—XIV вв. в силу наличия ряда структурных особенностей иногда рассматривается в качестве особой разновидности широко понимаемого монгольского языка.

## Монгольский алфавит
Исторически монгольский язык записывался по-разному и таким образом у языка сформировался ряд монгольских письменностей. Наиболее древней системой монгольского письма является вертикальное старомонгольское письмо. С 1941 года в Монголии, под влиянием СССР, официально была принята монгольская кириллица в качестве основной формы записи монгольского языка, однако большая часть монголоязычного населения осталась проживать за пределами Монголии — в КНР, и продолжила использовать вертикальное письмо. С 2000-х годов в Монголии начался процесс по поэтапному возобновлению использования исторического вертикального старомонгольского письма наряду с кириллицей.
В кириллическом алфавите монгольского языка 35 букв, причём буквы к, ф, щ и п встречаются только в заимствованиях; в и р не встречаются в начале слова:
| Поз. | Кириллица | Название         | МФА         | ISO 9 | Стандартная романизация | ТГБ    | Библиотека Конгресса |
| ---- | --------- | ---------------- | ----------- | ----- | ----------------------- | ------ | -------------------- |
| 1    | Аа        | а                | a           | a     | a                       | a      | a                    |
| 2    | Бб        | бэ               | p, pʲ, b    | b     | b                       | b      | b                    |
| 3    | Вв        | вэ               | w, wʲ       | v     | v                       | w      | v                    |
| 4    | Гг        | гэ               | ɡ, ɡʲ, k, ɢ | g     | g                       | g      | g                    |
| 5    | Дд        | дэ               | t, tʲ, d    | d     | d                       | d      | d                    |
| 6    | Ее        | е                | jɛ~jɜ, e    | e     | ye, yë                  | ye, yö | e                    |
| 7    | Ёё        | ё                | jɔ          | ë     | yo, yö                  | yo     | ë                    |
| 8    | Жж        | жэ               | tʃ, dʒ      | ž     | j                       | j      | zh                   |
| 9    | Зз        | зэ               | ts, dz      | z     | z                       | z      | z                    |
| 10   | Ии        | и                | i           | i     | i                       | i      | i                    |
| 11   | Йй        | хагас и          | i           | j     | ĭ                       | i      | ĭ                    |
| 12   | (Кк)      | ка               | (kʰ, kʰʲ)   | k     | k                       | k      | k                    |
| 13   | Лл        | эл               | ɮ, ɮʲ       | l     | l                       | l      | l                    |
| 14   | Мм        | эм               | m, mʲ       | m     | m                       | m      | m                    |
| 15   | Нн        | эн               | n, nʲ, ŋ    | n     | n                       | n      | n                    |
| 16   | Оо        | о                | ɔ           | o     | o                       | o      | o                    |
| 17   | Өө        | ө                | o           | ô     | ö                       | ö      | ȯ                    |
| 18   | (Пп)      | пэ               | (pʰ, pʰʲ)   | p     | p                       | p      | p                    |
| 19   | Рр        | эр               | r, rʲ       | r     | r                       | r      | r                    |
| 20   | Сс        | эс               | s           | s     | s                       | s      | s                    |
| 21   | Тт        | тэ               | tʰ, tʰʲ     | t     | t                       | t      | t                    |
| 22   | Уу        | у                | ʊ           | u     | u                       | u      | u                    |
| 23   | Үү        | ү                | u           | ù     | ü                       | ü      | u̇                    |
| 24   | (Фф)      | фэ, фа, эф       | (f)         | f     | f                       | f      | f                    |
| 25   | Хх        | хэ, ха           | x, xʲ       | h     | x                       | kh     | kh                   |
| 26   | Цц        | цэ               | tsʰ         | c     | c                       | ts     | ts                   |
| 27   | Чч        | чэ               | tʃʰ         | č     | č                       | ch     | ch                   |
| 28   | Шш        | ша, эш           | ʃ           | š     | š                       | sh     | sh                   |
| 29   | (Щщ)      | ща, эшчэ         | (stʃ)       | ŝ     | šč                      | shch   | shch                 |
| 30   | Ъъ        | хатуугийн тэмдэг |             | ʺ     | ı                       | ʺ      | ı                    |
| 31   | Ыы        | эр үгийн ы       | i           | y     | y                       | î      | y                    |
| 32   | Ьь        | зөөлний тэмдэг   | ʲ           | ʹ     | ʹ                       | ĭ      | i                    |
| 33   | Ээ        | э                | e           | è     | e                       | e      | ê                    |
| 34   | Юю        | ю                | jʊ, ju      | û     | yu, yü                  | yu, yü | iu                   |
| 35   | Яя        | я                | ja, j       | â     | ya                      | ya     | ia                   |

## Лингвистическая характеристика

### Фонетика и фонология

#### Гласные
В современном монгольском языке 7 основных гласных. Гласные могут быть долгими и краткими, что выражается на письме удвоением буквы. Имеется сингармонизм (гармония гласных).
|                       | Передний ряд | Передний ряд | Средний ряд | Средний ряд | Задний ряд | Задний ряд |
|                       | Краткие      | Долгие       | Краткие     | Долгие      | Краткие    | Долгие     |
| --------------------- | ------------ | ------------ | ----------- | ----------- | ---------- | ---------- |
| Верхний подъём        | i            | iː           |             |             | u          | uː         |
| Средне-верхний подъём |              |              |             |             | ʊ          | ʊː         |
| Средний подъём        | e            | eː           | ɵ           |             |            | oː         |
| Средне-нижний подъём  |              |              |             |             | ɔ          | ɔː         |
| Нижний подъём         |              |              | a           | aː          |            |            |

Краткие безударные гласные в середине слова никогда не произносятся: болох «быть» [болх], мэдэх «знать» [мэдх].

#### Гармония гласных
Гласные монгольского языка делятся на заднеязычные (или гласные твёрдого ряда) — а, о, у — и переднеязычные (гласные мягкого ряда) — э, ө, ү. Нейтральным гласным считается и — он может находиться в словах как мягкого, так и твёрдого ряда. Если в первом слоге стоит гласный у, то во втором будет а: хурал «собрание»; если в первом слоге о или ө, то во втором тоже будет о или ө: орох «входить», өвөл «зима». Гласные твёрдого и мягкого ряда не могут встречаться в одном слове: сурах «учиться», мэдэх «знать».

#### Согласные
|               |                       | Губные  | Губные | Зубные  | Зубные | Велярные | Велярные | Увулярные |
| Простые       | Палатализованные      | Простые | Пал.   | Простые | Пал.   |          |          | Увулярные |
| ------------- | --------------------- | ------- | ------ | ------- | ------ | -------- | -------- | --------- |
| Носовые       | Носовые               | m       | mʲ     | n       | nʲ     | ŋ        |          |           |
| Плозивные     | Глухие/звонкие        | p       | pʲ     | t       | tʲ     | ɡ        | ɡʲ       | ɢ         |
| Плозивные     | Глухие аспирированные | (pʰ)    | (pʲʰ)  | tʰ      | tʲʰ    | (kʰ)     | (kʲʰ)    |           |
| Аффрикаты     | Глухие                |         |        | ts      | tʃ     |          |          |           |
| Аффрикаты     | Глухие аспирированные |         |        | tsʰ     | tʃʰ    |          |          |           |
| Фрикативные   | Центральные           | (f)     |        | s       | ʃ      | x        | xʲ       |           |
| Фрикативные   | Боковые               |         |        | ɮ       | ɮʲ     |          |          |           |
| Дрожащие      | Дрожащие              |         |        | r       | rʲ     |          |          |           |
| Аппроксиманты | Аппроксиманты         | w̜       | w̜ʲ     |         | j      |          |          |           |

Согласные ш и ж произносятся всегда мягко; согласный г перед гласными твёрдого ряда произносится как заднеязычный, а перед гласными мягкого ряда и на конце слова — оглушается; согласный н перед краткими гласными произносится как русский звук, а в остальных случаях — как [ŋ]; согласный б после согласных л, м, н произносится как б, в остальных случаях — как в; согласный в на конце и в середине слова переходит в полугласный у, но в середине слова перед согласными т, ч, д, с, х, ш произносится как в.

#### Просодия
Ударение в монгольском языке, как правило, падает на первый слог, долгий гласный или дифтонг.

### Морфология
Монгольский язык относится к агглютинативным языкам.

#### Существительное

##### Число
Чисел в монгольском языке два: единственное и множественное, однако использование показателей множественного числа необязательно; часто суффиксы множественного числа передают собирательное понятие или общность. Суффиксами множественного числа являются -нууд (-нүүд), -ууд (-үүд), -чууд (-чүүд), -д, нар (используется только с людьми) и -с.
Правила использования суффиксов следующие:
- суффикс -д употребляется с существительными, заканчивающимися на -н, -р, -л, -й, -ь, а также с существительными, заканчивающимися на -гч, -аач, -ч(ин), он имеет узкую сферу употребления и образует множественное число главным образом из наименований людей: сурагчид «учащиеся», уншигчид «читатели» и т. п.;
- суффикс -с употребляется тогда, когда слово заканчивается на краткий гласный, который может быть скрытым, или дифтонг (причём -й выпадает): нохос «собаки», нялхас «младенцы» и т. п.;
- -ууд (-үүд) используется со словами, заканчивающимися на любые согласные, кроме -н, в том числе палатализованные, на гласные, которые выпадают, на заднеязычный -н(г), причём -г- восстанавливается: буга «олень» — бугууд «олени», байшингууд «здания» и т. п.;
- -нууд (-нүүд) употребляется с существительными, заканчивающимися на долгий гласный или дифтонг: тулаайнууд «кролики», далайнууд «моря» и т. п.;
- -чууд (-чүүд) и -чуул (-чүүл) придают существительному собирательное значение: залуу «молодой» — залуучууд, залуучуул «молодёжь», ядуу «бедный» — ядуучууд, ядуучуул «бедняки»;
- нар (пишется отдельно от слова) объединяет людей одной профессии или состоящих в одинаковых родственных отношениях: эгч «сестра» — эгч нар «сёстры» и т. п.[11]

##### Падеж
В современном монгольском языке 8 падежей: именительный, родительный, дательно-местный, винительный, исходный, творительный, направительный и совместный.
- В современном монгольском языке именительный падеж утратил согласный -н, который был свойственен ему в старописьменном языке: morin «конь», modun  «дерево», čilaγun «камень» и т. д. В современной системе склонения существительных в монгольском языке этот согласный восстанавливается в некоторых падежах: родительном, дательно-местном, исходном, иногда в творительном. В именительном падеже в сопровождении частицы -аа обычно идёт обращение (старый   звательный падеж), то есть название того лица, к которому обращаются, например: Халиун аа! Чамд толь бичиг байна уу? «Халиун! У тебя есть словарь?»[13].
- Родительный падеж в монгольском языке отвечает на вопросы «какой? чей?». Для его выражения используются суффиксы -ын, -ийн, -ы, -н и -ий; -ын используется после слов твёрдого ряда, оканчивающихся на согласный: улс «государство» — улсын «государственный», -ы — в словах твёрдого ряда после -н: орон «страна» — орны «страны́», -н — после дифтонга: орой «вечер» — оройн «вечерний», -ийн — в словах твёрдого ряда на -г, -ь, -ш, -ч и в словах мягкого ряда: өвөл «зима» — өвлийн «зимний», при этом в словах мягкого ряда на долгий гласный появляется соединительный -г-: дүү «младший брат» — дүүгийн «младшего брата», -ий — в словах мягкого ряда на -н (как правило, «скрытого», появляющегося при склонении слов): хэл(эн) «язык» — хэлний «языка». Слово в родительном падеже в качестве определения всегда предшествует определяемому: байгшийн ном «книга учителя»[14].
- Дательно-местный падеж образуется с помощью суффикса -д (-т после -с, -г и -р), при этом «скрытая» -н- восстанавливается: Энэ хүнд битгий хэл «Не говори этому человеку». Дательный падеж чаще всего употребляется с глаголами движения, например, юманд явах «уйти по делам», айлд очих «идти в гости» и т. п.[15] Дательно-местный падеж указывает на место совершения действия, и в таком случае соответствует русскому предложному падежу с предлогами «в, на»: фабрикад ажиллах «работать на фабрике»[16].
- Винительный падеж образуется с помощью суффиксов -г, -ыг, -ийг; -г — после слов, заканчивающихся на долгий гласный иди дифтонг: дуу — дууг, -ыг — в словах твёрдого ряда после согласных и кратких гласных: ном — номыг, -йиг — в словах мягкого ряда, после ж, ч, ш, г, и, ь: эх — эхийг, засаг — засгийг. Скрытый н в винительном падеже не восстанавливается: мод(он) — модыг (род. п. модны), редуцированный гласный в последнем слоге выпадает: гэрэл — гэрлийг[17].
- Исходный падеж (аблатив) в монгольском языке отвечает на вопросы «откуда?», «от кого? (чего?)», «из-за кого (чего)?», «с какого времени?». Он образуется при помощи суффиксов -аас, -ээс, -оос и -өөс: Ээж ажлаас ирэв «Мать пришла с работы», Энэ надаас болсон хэрэг «Это произошло из-за меня»; используется также при сравнениях Дорж Болдоос сайн сурдаг «Дорж учится лучше Болда». Скрытое н восстанавливается[18].
- Совместный падеж (комитатив) образуется при помощи суффиксов -тай (-тэй, -той) и отвечает на вопросы «с кем/чем?» и «сколько?», а также выражает глагол «иметь»: Би хүүхэдтэй «У меня есть дети» (буквально: «Я с детьми»), Би хорин настай «Мне двадцать лет»[10].
- Творительный отвечает на вопросы «кем? чем?» и образуется путём присоединения аффиксов -аар, -ээр, -оор, -өөр: бэх «чернила» —  бэхээр, зам «дорога» — замаар, өвөл «зима» — өвлөөр. После основ, оканчивающихся на долгий гласный, дифтонг и н заднеязычный, между аффиксом  орудного падежа  и основой слова появляется соединительный согласный -г-: бараа «товар» — бараагаар. Если существительное оканчивается на краткий гласный или палатализованный согласный, первая буква окончания орудного падежа меняется на -и- и принимает вид -иар, -иор: тамхи «табак» — тамхиар, морь «конь» — мориор. Он обозначает предмет в широком смысле слова, служащий орудием  или  средством для совершения действия: Шил цонхоор битгий шид! «Не бросай стекло через окно!»; материал, из которого что-то делается: Арьсаар гутал хийдэг «Из кожи делают обувь»; обозначает лицо, посредством или через которого что-либо делается: Би ахаараа орос хэл заалгадаг «Старший брат обучает меня русскому языку»; время, в продолжение которого совершается действие: Би Монголд гурван жилээр ирсэн «Я приехал в Монголию на три года»; причину, образ или цель совершения действия[19].

##### Отрицание
Именное отрицание выражается при помощи слова биш: Энэ ном биш «Это не книга».

#### Глагол
Для многих монгольских глаголов характерна многозначность и аналитические конструкции, образуемые из двух или трёх глаголов. Различают три основных формы глагола: собственно глагольная, причастная и деепричастная. В глаголе выделяется основа, к которой присоединяются аффиксы, несущие различные значения: например, в слове явах основа — яв-, -а- — соединительный гласный, -х — показатель инфинитива.

##### Время
Для выражения будущего времени используется форма инфинитива: Багш маргааш явах юм «Учитель завтра уезжает». Частица юм используется, когда есть желание совершить что-то при наличии препятствий: Би Монгол явах юм «Я поеду в Монголию (хотя я не уверен)»; в сочетании с глаголом байна означает действие, которое обязательно свершится: Тэр хүн ирэх юм байна «Тот человек приедет».
Для выражения постоянства действия используются суффиксы -даг, -дэг, -дог и -дөг: Би энд байдаг «Я здесь живу».
Длительность действия (настоящее продолженное время) выражается аналитическими конструкциями с байна: Би ажил хийж байна «Я (сейчас) работаю», Ажил хийгээд байна «Давно и долго занимаюсь работой».
Для выражения прошедшего времени используется несколько суффиксов: -в, -лаа (-лээ, -лоо, -лөө), -жээ (-чээ) и -сан (-сэн, -сон, -сөн). Суффикс -в используется обычно в письменном литературном языке, а также в разговорном в вопросительных предложениях: Таа сайхан амрав уу? «Как вы отдыхали?»; -лаа означает недавно прошедшее время, передаёт наиболее приближенное к настоящему времени действие: Би явлаа «Я пошёл (Я ухожу)», используется для описания событий, в которых рассказчик сам принимал участие, или если он видел их; -жээ используется для выражения давно прошедшего времени: Эрт урьт цагт эмгэн өмгөн судаг байжээ «Давным-давно жили старик со старухой», используется для рассказа о событиях, к которым человек не имеет отношения или в которых случайно оказался: Би үзэг мартажээ «Я забыл ручку» (-чээ употребляется в словах, заканчивающихся на -р и -с); -сан — причастная форма глагола прошедшего времени, наиболее нейтральная по значению, сказуемое с ней обычно употребляется с юм: Багш ирсэн юм «Учитель пришёл».

##### Наклонение
Повелительное наклонение образуется при помощи основы глагола: явах «идти» — яв «иди».

##### Отрицание
Глагольное отрицание выражается с помощью послелога -гүй: Би явахгүй «Я не поеду»; частицы битгий и бүү используются с глаголом второго лица в случае запрещения: Бүү ярь «Не говори»; перед глаголами изъявительного наклонения используются также частицы эс и үл: Би үл мэднэ «Я не знаю».

#### Прилагательное
Прилагательное в монгольском языке не имеет категории рода и числа, то есть не изменяется: сайн ном «хорошая книга» — сайн номыг «хорошую книгу».

#### Причастие
Причастие настоящего времени в монгольском языке образуется с помощью аффиксов -аа, -ээ, -оо или -өө, при этом добавляется -г-, если основа заканчивается на гласный (полугласный): байх «находиться» — байгаа «находящийся».

#### Деепричастие
Соединительное деепричастие означает два действия, наиболее приближенных друг к другу по времени, и маркируется суффиксом -ж (-ч): Би ном ушиж сууна «Я сижу и читаю книгу».

#### Числительное
| Числительное | На монгольском | Числительное | На монгольском |
| ------------ | -------------- | ------------ | -------------- |
| 0            | тэг, нойл      | 10           | арав           |
| 1            | нэг            | 11           | арван нэг      |
| 2            | хоёр           | 12           | арван хоёр     |
| 3            | гурав          | 13           | арван гурав    |
| 4            | дөрөв          | 14           | арван дөрөв    |
| 5            | тав            | 15           | арван тав      |
| 6            | зургаа         | 16           | арван зургаа   |
| 7            | долоо          | 17           | арван долоо    |
| 8            | найм           | 18           | арван найм     |
| 9            | ес             | 19           | арван ес       |
| 10           | арав           | 20           | хорь           |

### Синтаксис
В монгольском языке строгий порядок слов в предложении. Подлежащее всегда предшествует сказуемому, которое всегда заканчивает предложение; каждый член предложения предшествует тому, от которого зависит: определение предшествует определяемому, а дополнение и обстоятельство — сказуемому (глаголу или причастию). Например, Оуютан Бат ном сайн уншина «Студент Бат хорошо читает книгу», где оуютан «студент» — определение, Бат — подлежащее, ном «книга» — дополнение, сайн «хорошо» — обстоятельство, и уншина «читает» — сказуемое.
В вопросительных предложениях используются вопросительные частицы, которые ставятся в конце предложения; уу используется после слов твёрдого ряда, заканчивающихся на согласный, а частица үү — после слов мягкого ряда, заканчивающихся на согласный: Энэ ном уу? «Это книга?», Энэ дэвтэр үү? «Это тетрадь?»; частицы ую и юү используются после слов, заканчивающихся на долгий гласный (ую — в словах твёрдого ряда, юү — в словах мягкого ряда): Энэ ширээ юү «Это стол?» Энэ карандаа юу? «Это карандаш?»; частицы бэ (после м, н, л) и вэ (в остальных случаях) употребляются в вопросительных предложениях, имеющих вопросительные слова: Энэ хэн бэ? «Кто это?». Альтернативный вопрос образуется путём полного повторения вопросительного предложения: Энэ ном уу, дэвтэр үү? «Это книга или тетрадь?».

### Лексика
В монгольском языке, как и в любом другом, выделяется два пласта лексики: исконная лексика и заимствованная лексика.
В монгольском языке имеются заимствования из тюркских языков: оточ «врач», шат «лестница», буурцаг «горох» и др. Из санскрита (из религиозной буддистской литературы, часто через тибетский язык): тив «континент», чавганц «монахиня», хийд «монастырь» и др. Из тибетского языка: даваа «понедельник», лхагва «среда», аравнайлах «освещать» и др. Китайские заимствования появлялись в монгольском языке с древнейших времён, однако неравномерно: самое большое количество слов китайского происхождения наблюдается в классическом монгольском письменном языке (XVI—XX вв.); часть этих заимствований проникла в язык в результате торговли монголов с китайцами, а значительная их часть — поступления из классического монгольского письменного языка; слова китайского происхождения, используемые в современном монгольском языке: цай «чай», байцаа «капуста», лууван «морковь», жанжин «полководец» и др. Имеются также заимствования из других языков: русского, тунгусо-маньчжурских, персидского, арабского, греческого (например, ном «книга», через уйгурский и согдийский) и др.

#### Словообразование
От глаголов (от основы) при помощи суффиксов -л, -лт и -дал можно образовывать существительные: явах «идти» — явдал «событие».
Многие слова в монгольском языке являются многозначными: татах «тянуть, тащить», татвар татах «взимать налог», ус идээ татах «воздерживаться от еды или питья» и т. п.